# رقصة الشبح

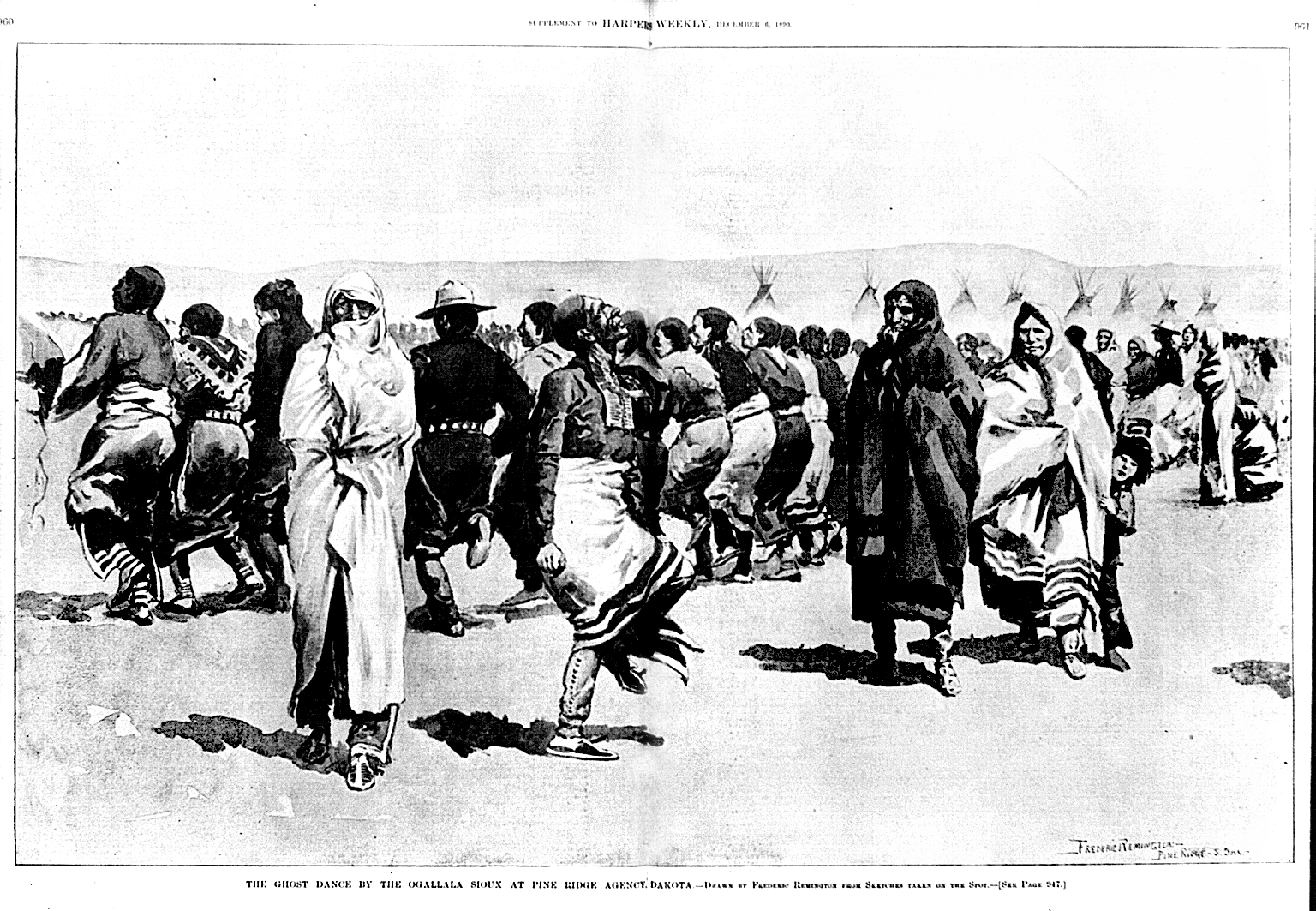
رقصة الشبح

كانت رقصة الأشباح (Caddo: Nanissáanah، تسمى أيضًا رقصة الشبح لعام 1890) احتفالًا تم دمجه في العديد من أنظمة المعتقدات الأمريكية الأصلية. وفقًا لتعاليم الزعيم الروحي لبايوت الشمالي وفوكا (أعيدت تسميته إلى جاك ويلسون)، فإن الممارسة السليمة للرقص ستوحد العيش مع أرواح الموتى، وتجلب الأرواح للقتال نيابة عنهم، وإنهاء التوسع الأمريكي باتجاه الغرب، وإحلال السلام، الازدهار والوحدة لشعوب الأمريكيين الأصليين في جميع أنحاء المنطقة.
أساس رقصة الأشباح هي رقصة الدائرة، وهي رقصة أمريكية أصلية تقليدية. تم ممارسة رقصة الأشباح لأول مرة من قبل نيفادا نورثرن بايوت في عام 1889. اجتاحت هذه الممارسة معظم أنحاء غرب الولايات المتحدة، ووصلت بسرعة إلى مناطق كاليفورنيا وأوكلاهوما. مع انتشار رقصة الأشباح من مصدرها الأصلي، جمعت القبائل المختلفة جوانب انتقائية للطقوس مع معتقداتها الخاصة.